# Dubowica (rejon dubieński)
Dubowica (ukr. Дубовиця) – wieś na Ukrainie w rejonie dubieńskim obwodu rówieńskiego.
W 2001 roku liczyła 50 mieszkańców.

## Historia
W II Rzeczypospolitej wieś w: gminie Werba, powiecie dubieńskim, województwie wołyńskim.